# Ambasador marki
Ambasador marki – znana osoba, której wizerunek jest związany z marką ze względu na jej styl życia. Ambasador marki używa jej produktów lub korzysta z usług, uczestniczy w ważnych wydarzeniach z nią związanych, udzielając wywiadów przedstawia ją w korzystnym świetle itd.
Kreowanie wizerunku z wykorzystaniem ambasadora marki stanowi korzyść z punktu widzenia cech, jakimi są popularność i wiarygodność. Znana osoba korzysta z marki w prywatnym życiu, w związku z tym odbiorcy łączą markę z jej stylem życia, a nie celowymi działaniami promocyjnymi. Podobny efekt uzyskuje się gdy z marką związany jest bohater książki lub filmu.

## Historia

### Powstanie menedżerów marek
Pojęcia marek i marketingu marek ewoluowały przez dziesięciolecia. Tradycyjnie konsumenci byli zaznajomieni tylko z kilkoma produktami dostępnymi na rynku. Począwszy od lat 70. XIX wieku, kilka firm zaczęło promować „produkty markowe”, co zaznajomiło konsumentów z większą liczbą marek. Od 1915 do lat 20. XX wieku marki producenta zostały ustanowione i rozwinięte, co zwiększyło poleganie firm na reklamie i marketingu marek. Jednak Wielki Kryzys doprowadził do poważnego zahamowania postępu marek, gdy firmy miały niewiele możliwości zwiększenia przychodów i ożywienia swojej działalności. Dla dobra swojej marki i przetrwania na beznadziejnym rynku firmy takie jak Procter and Gamble, General Foods i Unilever opracowały dziedzinę zarządzania marką. „System menedżera marek” odnosi się do rodzaju struktury organizacyjnej, w której marki lub produkty są przydzielane menedżerom, którzy są odpowiedzialni za ich wyniki.

### Era zmian
Od lat 50. do połowy lat 60. XX wieku coraz więcej firm zaczęło przyjmować menedżerów marek. Nagły wzrost gospodarczy, a następnie wzrost liczby klasy średniej i liczby urodzeń, zwiększył popyt na produkty na rynku. Spowodowało to stałą konkurencję między wieloma producentami, którzy mieli trudności z zauważeniem swoich produktów wśród istniejących już marek. Do roku 1967 84% dużych producentów dóbr konsumenckich miało menedżerów marek. Menedżerowie marek zaczęli być również nazywani „menedżerami produktu”, których jedynym priorytetem było nie tylko budowanie marki, ale także zwiększanie sprzedaży i marży zysku firmy. „Menedżer produktu to człowiek godziny w organizacjach marketingowych.... Współczesny marketing potrzebuje menedżera produktu” – zachwalał jeden artykuł z lat 60
Na przestrzeni kilku lat menedżerowie marek nadal istnieli jako środek, który pomagał zwiększać przychody firmy. W latach 90. Marketing UK podkreślił, że menedżerowie marek są częścią „przestarzałego systemu organizacyjnego”, podczas gdy „system menedżera marek skłonił do rozprzestrzeniania się marek, co z kolei doprowadziło do wyniszczającego kanibalizmu i ograniczeń zasobów”.
Ewolucja menedżerów marek w ambasadorów marek
Od lat 90. do wczesnych lat 2000. samo zarządzanie marką ewoluowało jako zarządzanie aktywami markowymi. Davis zdefiniował strategię zarządzania aktywami markowymi jako „zrównoważone podejście inwestycyjne do budowania znaczenia marki, komunikowania go wewnętrznie i zewnętrznie oraz wykorzystywania go w celu zwiększenia rentowności marki, wartości aktywów markowych i zwrotów z marki w czasie”.

### Ambasadorowie marek na kampusie uczelni
Ambasadorowie kampusowi (również znani jako „przedstawiciele marek” i „ambasadorowie marek”) to studenci, którzy rozpowszechniają wiadomości o firmie, którą reprezentują. Celem ambasadorów kampusowych jest pomoc firmie w programach marketingowych na kampusie, aby dotrzeć do demografii studenckiej. Może to być osiągnięte poprzez organizację wydarzeń, prowadzenie warsztatów i wykorzystywanie mediów społecznościowych do promocji marki lub firmy.[9] Ambasadorowie marek na kampusie uczelni nie tylko mogą reklamować produkty lub usługi poprzez wydarzenia, warsztaty lub media społecznościowe. Mogą również prowadzić marketing poprzez to, co inni mogą uznać za bardziej skuteczne i lepsze na dłuższą metę, czyli marketing szeptany. Marketing szeptany był drugim najpopularniejszym sposobem promocji – 75% ambasadorów powiedziało, że go używają, a 73% z nich uznało go za skuteczny sposób promocji. Nieco ponad 50% ambasadorów kampusowych, których zapytaliśmy, powiedziało, że organizują wydarzenia dla swojej firmy, ale tylko 55% z nich uznało to za skuteczne.[10] Słowo w ustach odgrywa dużą rolę w marketingu, ponieważ marka, produkt lub usługa firmy przekazywane są przez osoby, które prawdopodobnie się znają i są bliskie. To zwiększa szanse, że ludzie podejmą działania i zakupią ten konkretny produkt lub usługę. Ponadto studenci są bardziej skłonni objąć stanowisko ambasadora kampusowego ze względu na zdobywane doświadczenia. Ambasador studencki daje studentom szansę rozwinięcia umiejętności przywódczych i komunikacyjnych oraz inspiruje innych studentów do aktywniejszego uczestnictwa w reprezentowaniu szkoły. Potencjalni chętni do studiowania mogą również być zainteresowani dołączeniem do programu. Oferuje to kolejną zachętę dla studentów, aby ubiegać się.

## Figury zawodowe

### Ambasador dobrej woli
Ambasador dobrej woli to tytuł honorowy nadawany przez głowę państwa lub sekretariat międzynarodowej organizacji pozarządowej; to także opis stanowiska i rola osoby związanej z promocją celów non-profit. Główną funkcją ambasadora dobrej woli jest pomaganie organizacjom w promowaniu ich misji. Przeważnie ambasadorami dobrej woli są aktywiści-celebryci lub znane osobistości, którzy wykorzystują swoją sławę i talenty do pozyskiwania funduszy, zbierania darowizn, zachęcania wolontariuszy do uczestnictwa i zwracania uwagi na sprawę organizacji. Celebryci lub znane osobistości są wybierani zgodnie z docelową publicznością organizacji, a jeśli są w pełni zaangażowani w promowanie danej sprawy, mogą znacząco wpływać na proces przekonywania innych i przyciągania uwagi do globalnych problemów. Ambasadorowie dobrej woli dokonują powszechnie nagłaśnianych wizyt w najbardziej zaniepokojonych regionach świata i apelują w imieniu ich mieszkańców oraz organizacji. Ambasadorowie dobrej woli Organizacji Narodów Zjednoczonych obejmują znane osobistości takie jak Angelina Jolie dla UNHCR, David Beckham i Shakira dla UNICEF, Christina Aguilera dla WFP i Nicole Kidman dla UN Women.

### Model promocyjny
Model promocyjny to rodzaj modelu reprezentacyjnego, modelu targowego i modelu konferencyjnego. Ci modele wykonują funkcje poza reprezentacją firmy w pozytywnym świetle. Główną różnicą między ambasadorem marki a modelem promocyjnym jest sposób, w jaki reprezentują produkt/usługę. W wielu przypadkach, w przeciwieństwie do ambasadorów marek, model promocyjny może dostarczyć publiczności doświadczenia, które odzwierciedla markowany produkt lub usługę. Modele promocyjne muszą być obecne na miejscu zgodnie z wymaganiami kampanii marketingowej, jednak ambasadorowie marek najczęściej są nazywani „twarzami marki”[potrzebny cytat]. Modele promocyjne najczęściej pojawiają się na stoiskach targowych (w niektórych przypadkach nazywanych „booth babes”), na konferencjach i w reklamach drukowanych, cyfrowych lub wybranych dla danej marki. Wykorzystanie tzw. modelek „booth babe” na stoiskach targowych i konferencjach spotkało się z krytyką niektórych osób.

## Przykłady
- Andrzej Smolik (kompozytor, producent muzyczny) jest ambasador programu „Keep Walking” marki Johnnie Walker. Artysta ma poprzez interesującą historię życia inspirować innych do rozwoju i dążenia do wyznaczonego celu. Jego historia ma świadczyć, że warto podążać za marzeniami i realizować swoje pasje, nawet pomimo przeszkód i chwilowego zwątpienia.[potrzebny przypis]
- Jérôme Boateng jest ambasadorem marek koncernu Harman. Piłkarz ma być uosobieniem staranności i zaangażowania, które mają być symbolem jakości dźwięku i odsłuchu audio marek Harmana. Boateng ma być fanem muzyki, co ma zapewniać jego autentyczność w roli ambasadora.[6].
- Aktorki Beata Tyszkiewicz i Katarzyna Zielińska oraz blogerka modowa Julia Kuczyńska są ambasadorkami marki Gatta, pełniąc jednocześnie rolę twarzy marki i występując w jej działaniach promocyjnych.[potrzebny przypis]